# Mindanaosångare
Mindanaosångare (Phylloscopus olivaceus) är en fågel i familjen lövsångare inom ordningen tättingar. Den förekommer i södra delarna av Filippinerna. Beståndet anses vara livskraftigt.

## Utseende och läte
Mindanaosångaren är en medelstor (11–12,5 cm) lövsångare med olivgrön ovansida. På huvudet syns ljust gröngult ögonbrynsstreck samt mörkgrå tygel och ögonstreck. Hjässan och nacken är gråaktig med olivgrön anstrykning, gråare än manteln. På skapularerna, övergumpen och yttre stjärtpennorna är den mer bjärt grön. Spetsarna på de yttre större vingtäckarna är ljust gulaktiga och formar på så sätt ett kort vingpennorna. Vingpennorna är mörkbruna med ljusare eller gulgröna kanter medan stjärten är likaså mörkbrun men med olivgröna kanter.
Undersidan är vitaktig på bröst och flanker mer gråvit med gulaktiga streck, mot undre stjärttäckarna gul. Näbben har mörkbrun övre del och ljus- eller skärorange undre del, medan benen är ljusgrå till skäraktiga. Arten skiljer sig från närbesläktade luzonsångaren huvudsakligen genom vit strupe, ej gul.

## Läte
Lätet är ett kort, skarpt och ofta upprepat "prrrr-chi".

## Utbredning och systematik
Fågeln förekommer i södra Filippinerna på öarna Samar, Leyte, Mindanao och Negros samt i Suluarkipelagen. Den behandlas som monotypisk, det vill säga att den inte delas in i några underarter. Mindanaosångaren och luzonsångaren har av vissa ansetts utgöra en och samma art, men de häckar sympatriskt på Negros.

### Släktskap och släktestillhörighet
DNA-studier visar att mindanaosångaren inte är särskilt nära släkt med andra Phylloscopus-arter som lövsångare och grönsångare, utan står närmare ett antal östasiatiska och sydostasiatiska arter, bland annat bambusångarna i släktet Seicercus. Dessa resultat har implementerats olika av olika taxonomiska auktoriteter. Det vanligaste förhållningssättet numera är att inkludera Seicercus i Phylloscopus så att familjen lövsångare på så sätt endast innehåller ett släkte. Vissa för dock istället nordsångaren med släktingar till Seicercus.
Mindanaosångaren står närmast likaledes filippinska luzonsångaren (P. cebuensis) och dessa två är nära släkt med japanska izusångaren (P. ijimae) och östasiatiska östlig kronsångare (P. occipitalis). Östliga kronsångaren är trots namnet inte heller närmare släkt med vare sig västlig kronsångare (P. occipitalis), mindre kronsångare (P. reguloides) eller emeikronsångare (P. emeiensis).

### Familjetillhörighet
Lövsångarna behandlades tidigare som en del av den stora familjen sångare (Sylviidae). Genetiska studier har dock visat att sångarna inte är varandras närmaste släktingar. Istället är de en del av en klad som även omfattar timalior, lärkor, bulbyler, stjärtmesar och svalor. Idag delas därför Sylviidae upp i ett antal familjer, däribland Phylloscopidae. Lövsångarnas närmaste släktingar är familjerna cettior (Cettiidae), stjärtmesar (Aegithalidae) samt den nyligen urskilda afrikanska familjen hylior (Hyliidae).

## Levnadssätt
Mindanaosångaren hittas i skog och skogsbryn i låglänta områden och lägre bergstrakter, på Mindanao upp till 1500 meters höjd. Den födosöker ensam eller i blandade artflockar på jakt efter insekter som den plockar från träd och buskars yttre lövverk. Arten häckar mellan april och augusti.

## Status och hot
Arten har ett stort utbredningsområde, men tros minska i antal, dock inte tillräckligt kraftigt för att den ska betraktas som hotad. Internationella naturvårdsunionen IUCN listar arten som livskraftig (LC). Beståndet har inte uppskattats, men den beskrivs som vanlig eller lokalt vanlig.

## Namn
Mindanaosångarens vetenskapliga artnamn olivaceus betyder "olivfärgad". På svenska har den även kallats filippinsångare, men detta namn är numera reserverat för arten Phylloscopus nigrorum.